# Arroyo Sánchez Chico
Der Arroyo Sánchez Chico ist ein Fluss in Uruguay.
Er entspringt auf dem Gebiet des Departamento Río Negro östlich der Stadt Young. Von dort fließt er nach Südwesten und mündet flussabwärts von Paso de Abreu linksseitig in den Arroyo Sánchez Grande.